# انتخابات سراسری ایرلند (۲۰۲۰)
انتخابات سراسری ایرلند (انگلیسی: 2020 Irish general election)
در روز شنبه، ۸ فوریه ۲۰۲۰ برگزار شد. این اولین انتخاباتی بود که از سال ۱۹۱۸ به جای ایام هفته، در آخر هفته برگزار شد. این انتخابات پارلمانی زودهنگام پس از انحلال دوازدهمین دوره مجلس قانونگذاری ایرلند (دیل ایرین) صورت گرفت. لیو وردکار از حزب فینه گیل و نخست‌وزیر کنونی ایرلند در روز ۱۴ ژانویه از مایکل هیگ، رئیس‌جمهوری این کشور خواسته بود که پارلمان را منحل کند. او با اشاره به توافق برگزیت و تصویب آن از سوی نمایندگان مجلس بریتانیا، پیش از خروج رسمی بریتانیا از اتحادیه اروپا، زمان برگزاری انتخابات زودهنگام را اعلام کرده بود.
در انتخابات پارلمانی جمهوری ایرلند، در شمارش آرای انتخابات حزب «فیونا فیل» ۲۰ تا ۲۵ درصد آرا را با کسب ۳۸ کرسی به دست آورد. حزب «شین فین» که از احزاب اصلی ایرلند شمالی و جمهوری ایرلند به‌شمار می‌رود برای اولین بار به یک پیروزی تاریخی دست یافت و به مکان دوم صعود کرد و۳۷ کرسی پارلمان دیل ایرین را به دست آورد، و حزب «فین گیل» حزب نخست‌وزیر کنونی ایرلند نیز ۳۵ کرسی را تصاحب کرد.
از سوی دیگر رویدادهای کنونی، منجمله برگزیت از عوامل تأثیرگذار بر انتخابات ایرلند هستند. قرار است اعضای اتحادیه اروپا مذاکرات تجاری پسا برگزیت را با دولت لندن آغاز کنند و ایرلند در این زمینه به دلیل جایگاه ژئوپلیتیک خود در بین بریتانیا و اتحادیه اروپا نقش مهمی خواهد داشت.

## نظام انتخاباتی
۱۵۹ نفر از ۱۶۰ عضو دیل ایرین (مجلس قانونگذاری ایرلند) از ۳۹ حوزه انتخاباتی بر اساس تک‌رأی انتقال‌پذیر (STV) انتخاب می‌شوند که از هر حوزه انتخاباتی سه تا پنج نماینده (نماینده دیل) انتخاب می‌شوند. رأی دهندگان براساس اولویت‌های اول، دوم، سوم و غیره آرای کاغذی خود را ثبت کرده و کاندیداهای خود را با شماره گذاری ۱، ۲، ۳ و غیره مشخص می‌کنند. آرای اخذ شده پس از پایان نظرسنجی به مرکز حوزه انتخابیه ارسال می‌شود و صبح روز بعد آرای شمارش شده اعلام می‌شود. درسیستم تک رای انتقال پذیر STV، هر رای ابتدا اولویت را به کاندیدای اول می‌دهد، اما ممکن است در ادامه شمارش آرا به نامزدی که در اولویت قرار گرفته به او اختصاص یابد یا حذف شود.

حوزه انتخاباتی دیل مورد استفاده ۲۰۲۰.

## افراد بازنشسته
اعضای سی و دومین دوره مجلس نمایندگان از حضور در انتخاب مجدد صرف نظر کردند.
| حوزه انتخاباتی  | خروج           | حزب | حزب                                                                                            | اولین انتخاب | تاریخ تاییدشدن  |
| --------------- | -------------- | --- | ---------------------------------------------------------------------------------------------- | ------------ | --------------- |
| کاوان           | اوکلین         |     | شین فین                                                                                        | ۱۹۹۷         | ۷ مارس ۲۰۱۸     |
| کلیر            | مایکل هارتی    |     | [[Independent politicians in Ireland\|الگو:Independent politicians in Ireland/meta/shortname]] | ۲۰۱۶         | ۱۳ ژانویه ۲۰۲۰  |
| کورک شمال مرکزی | جاناتان اوبرین |     | شین فین                                                                                        | ۲۰۱۱         | ۶ ژانویه ۲۰۲۰   |
| کورک جنوب غربی  | جیم دیلی       |     | فاین گال                                                                                       | ۲۰۱۱         | ۲۰ سپتامبر ۲۰۱۹ |
| دوبلین شمالی    | تامی بروان     |     | [[Independent politicians in Ireland\|الگو:Independent politicians in Ireland/meta/shortname]] | ۱۹۹۲         | ۲۲ ژانویه ۲۰۲۰  |
| دوبلین شمالی    | فینیان مک گرات |     | [[Independent politicians in Ireland\|الگو:Independent politicians in Ireland/meta/shortname]] | ۲۰۰۲         | ۱۴ ژانویه ۲۰۲۰  |
| دوبلین مرکزی    | مارین اوسیلوان |     | [[Independent politicians in Ireland\|الگو:Independent politicians in Ireland/meta/shortname]] | ۲۰۰۹         | ۱۶ ژانویه ۲۰۲۰  |
| دوبلین فینگال   | براندن رایان   |     | حزب کارگر (بریتانیا)                                                                           | ۲۰۱۱         | ۸ ژانویه ۲۰۲۰   |
| دان لاگیر       | ماریا بیلی     |     | فاین گال                                                                                       | ۲۰۱۶         | ۲۲ژانویه۲۰۲۰    |
| دان لاگیر       | شان بارت       |     | فاین گال                                                                                       | ۱۹۸۱         | ۶دسامبر۲۰۲۰     |
| کری             | مارتین فریس    |     | شین فین                                                                                        | ۲۰۰۲         | ۱۸ نوامبر ۲۰۱۷  |
| شهر لیمریک      | مایکل نونان    |     | فاین گال                                                                                       | ۱۹۸۱         | ۱۸ مه ۲۰۱۷      |
| لانگفورد وستمیت | ویلی پنروس     |     | حزب کارگر (بریتانیا)                                                                           | ۱۹۹۲         | ۵ ژوئیه ۲۰۱۸    |
| لوث             | جری آدامز      |     | شین فین                                                                                        | ۲۰۱۱         | ۱۸ نوامبر ۲۰۱۷  |
| مایو            | اندا کندی      |     | فاین گال                                                                                       | ۱۹۷۵         | ۵ نوامبر ۲۰۱۷   |
| سلیگو لیتریم    | تونی مک لاگلین |     | فاین گال                                                                                       | ۲۰۱۱         | ۲۸ ژوئن ۲۰۱۸    |
| واترفورد        | جان دیزی       |     | فاین گال                                                                                       | ۲۰۰۲         | ۲۸ نوامبر ۲۰۱۷  |
| واترفورد        | جان هالیگان    |     | [[Independent politicians in Ireland\|الگو:Independent politicians in Ireland/meta/shortname]] | ۲۰۱۱         | ۱۵ ژانویه ۲۰۲۰  |